# Dorylus rubellus
Dorylus rubellus é uma espécie de formiga do gênero Dorylus.